# Šílení
Šílení es una película checa de comedia dramática y terror animada de 2005 escrita y dirigida por Jan Švankmajer. Está basada libremente en dos cuentos de Edgar Allan Poe, "El sistema del Dr. Tarr y el profesor Fether" (1845) y "El entierro prematuro" (1844), y está inspirado en parte en las obras del Marqués de Sade. La película se rodó entre octubre de 2004 y abril de 2005, en locaciones del pueblo de Peruc, cerca de Praga, y en el estudio de Švankmajer en el pueblo de Knovíz.

## Reparto
- Jan Tříska como Marqués
- Pavel Liška como Jean Berlot
- Anna Geislerová como Charlota
- Martín Hubá como Dr. Coulmière
- Jaroslav Dušek como Dr. Murlloppe
- Pavel Nový como sirviente dominik
- Stano Danciak como Posadero
- Jiří Krytinář como loco recitando
- Katerina Růžičková como recluso de asilo
- Iva Littmanová como recluso de asilo
- Kateřina Valachová como recluso de asilo
- Josef Kašpar como Loco erotómano
- Miroslav Navrátil como guardián de los sueños
- Jirí María Sieber como Guardián de los sueños
- Ctirad Götz como Ostler